# Сан Хуан де Асналфараче
Сан Хуан де Асналфараче (шп. San Juan de Aznalfarache) град је у Шпанији у аутономној заједници Андалузија у покрајини Севиља. Према процени из 2017. у граду је живело 21 556 становника.

## Становништво
Према процени, у граду је 2017. живело 21 556 становника.
| 2017.  |
| ------ |
| 21.556 |